# La Copechagnière
La Copechagnière è un comune francese di 893 abitanti situato nel dipartimento della Vandea nella regione dei Paesi della Loira.

## Società

### Evoluzione demografica
Abitanti censiti